# Lesioni personali (romanzo Margaret Atwood)
Lesioni personali (Bodily Harm) è un romanzo della scrittrice canadese Margaret Atwood del 1981.

## Storia editoriale
Il romanzo è simile, nella struttura, nello stile e nei contenuti, alla successiva opera Il racconto dell'ancella, della stessa autrice.
La storia narrata è una metafora della posizione della donna nella società: la protagonista deve dolorosamente raggiungere la libertà superando le coercizioni impostele dalla sua educazione patriarcale e moralista, relazioni svilenti e realtà misogine, dopo aver vissuto esperienze profondamente traumatizzanti e umilianti.

## Trama
Rennie è una giornalista canadese specializzata in stile di vita; vive e lavora a Toronto e ha di recente subito una mastectomia e si è separata dal compagno Jake. Innamoratasi del chirurgo che l'ha operata, il dottor Daniel Luoma, già sposato, pur avendo iniziato con questi una relazione platonica, non riesce a distoglierlo dalla sua vocazione, dalla sua famiglia e avere con lui una relazione più profonda e sessuale. Un giorno, tornata a casa, scopre che la sua abitazione è stata visitata da uno sconosciuto che ha lasciato sul suo letto, quale inquietante minaccia, una corda. Spaventata, decide di lasciare la città per alcuni giorni e ottiene dalla rivista per la quale lavora, l'incarico di scrivere un articolo sull'isola caraibica di St. Antoine. Dovendo gestire un ridotto budget messole a disposizione dalla rivista, giunta sul luogo si trasferisce in un albergo di infima qualità. Sull'isola sono imminenti nuove elezioni politiche e lo storico primo ministro, Ellis, è dato per sicuro vincente, forte dell'appoggio economico del Canada e potendo contare sul sostegno della corrotta polizia locale. A Ellis si oppongono due politici, il dottor Minnow, già ministro del turismo di un precedente governo, e di Prince, vero outsider populista.
Rennie viene avvicinata da Minnow che, pensando voglia scrivere un articolo sulle prossime elezioni, la porta a visitare le zone più degradate dell'isola, spiegandole come il governo di Ellis si sia messo in luce per corruzione e accaparramento degli aiuti internazionali inviati per aiutare economicamente St. Antoine a riparare i danni di un recente uragano. Rennie non ha nessuna intenzione di scrivere di politica, volendo rimanere nella sua zona di comfort ossia il giornalismo di costume. Il suo carattere schivo e incapace di imporsi sugli altri, forgiato dall'educazione moralista e rigida impartitale dalla sua famiglia di stampo patriarcale, le impedisce di rifiutarsi di aiutare una donna del luogo, Lora, la compagna del candidato primo ministro Prince, quando ella le chiede di ritirare a suo nome un pacco alla dogana. Troppo tardi Rennie scopre che nel pacco è stata occultata un'arma contrabbandata. Nell'albergo alcuni sconosciuti si sono introdotti nella stanza di Rennie e hanno aperto il pacco, disvelandone il contenuto. Nonostante i timori, Rennie consegna il pacco a Lora. Viene ulteriormente avvicinata da un ex militare statunitense, Paul, che vive sull'isola di espedienti, probabilmente di contrabbando. Con l'uomo Rennie ha un rapporto, lottando contro le remore e le difficoltà psicologiche dovute dalla mastectomia subita.
Le elezioni hanno luogo e i voti ottenuti da Ellis non gli consentono di superare la coalizione formatasi tra Minnow e Prince. La situazione precipita nella violenza quando Ellis, con l'aiuto della corrotta polizia locale, inizia a eliminare gli esponenti delle fazioni avversarie. Paul, che aveva iniziato a rifornire di armi Prince, tenta di dissuaderlo nello scendere in armi contro Ellis, più forte ed organizzato. Prince non lo ascolta e Ellis ha facile gioco nello sterminare tutti gli avversari politici. Rennie viene arrestata con Lora e durante la detenzione, nella quale la compagna viene stuprata, picchiata e infine uccisa, subisce angherie e privazioni che la temprano e la inducono ad abbandonare il comportamento ignavo. Una volta scarcerata e rimpatriata, grazie all'intervento del consolato canadese, decide di scrivere una cronaca dettagliata contro la dittatura instauratasi sull'isola.

## Edizioni
- (EN) Margaret Atwood, Bodily Harm, 1ª ed., Toronto, McClelland & Stewart, 1981, ISBN 0-7704-2256-X.
- (NL) Margaret Atwood, Lichamelijk Letsel, traduzione di Tineke Funhoff, Amsterdam, Bert Bakker, 1988.
- (CS) Margaret Atwood, Ublizeni na Tele, traduzione di Hana Zantovská, Praga, Odeon, 1989.
- (EN) Margaret Atwood, Bodily Harm, New York, Bantam, 1989.
- (ZH) Margaret Atwood, Meng Duan Chang Ye, traduzione di Zhang Huiquian Yi, Taipei, Huan guan chu ban she, 1989.
- (DE) Margaret Atwood, Verletzungen, traduzione di Werner Waldhoff, Francoforte, Fisher Taschenbuch, 1990.
- Margaret Atwood, Lesioni personali, traduzione di Guido Calza, Milano, Ponte alle Grazie, 2021, ISBN 978-88-3331-503-4.